# Ојвинд Холмсен
Ојвинд Џозеф Холмсен (28. април 1912 — 23. август 1996) био је норвешки фудбалер. Играо је левог бека за Лин и национални тим који је освојио бронзу на Олимпијским играма 1936. године. Такође је играо на Светском првенству у фудбалу 1938. године, и укупно је одиграо 36 наступа.